# Embreea
Embreea rodigasiana là một loài lan và là loài đuy nhất trong chi Embreea. Nó là loài đặc hữu của miền tây Colombia và đông nam Ecuador. Chi Embreea được viết tắt là Emb trong ngành buôn bán cây cảnh.